# Coluracetam
Il coluracetam (nella fase sperimentale conosciutro anche con la sigla MKC-231) è un farmaco ad attività nootropa derivato dal piracetam e appartenente alla famiglia dei Racetam. 
Fu inizialmente sviluppato da parte della società farmaceutica Mitsubishi Tanabe Pharma Corporation per il trattamento della malattia di Alzheimer. 
Dal momento che i primi trial clinici misero in evidenza un sostanziale fallimento da parte del farmaco nel raggiungimento degli endpoints per la terapia della malattia degenerativa, venne investigato da parte della società BrainCells Inc come composto per il trattamento del disturbo depressivo maggiore.

## Farmacodinamica
Il coluracetam agisce aumentando l'assorbimento (uptake) di colina a livello neuronale, perfino nei neuroni già compromessi o danneggiati. 
L'assorbimento di colina ad alta affinità (HACU) viene considerato come la capacità di uptake di colina a livello della sinapsi ed è finalizzato alla sintesi di acetilcolina: si tratta di un fattore limitante nella sintesi di questo neurotrasmettitore.
Il coluracetam incrementa sia l'uptake di colina sia la sintesi di acetilcolina.
Il composto sembrerebbe essere particolarmente efficace nelle aree del cervello coinvolte nell'elaborazione visiva. Il nome della sostanza deriva dal fatto che la stessa si caratterizza proprio per un notevole effetto di miglioramento della vista, rendendo i colori e forme più vivaci. 
In ratti nei quali attraverso alcuni metodi chimici di laboratorio era stato indotto un deficit di memoria (inoculazione di una neurotossina, AF64A, che selettivamente induce la degenerazione di neuroni colinergici, i quali in modo massiccio proiettano verso l'ippocampo), la somministrazione orale di coluracetam una volta al giorno e per 12 giorni precedenti la prova, migliorava il deficit di memoria.
Coluracetam ha anche dimostrato di invertire la perdita di produzione di colina acetiltransferasi nel nucleo settale mediale di ratti esposti alla fenciclidina (PCP), ed è considerato un farmaco dotato di effetti potenzialmente terapeutici nei soggetti affetti da schizofrenia.

## Farmacocinetica
A seguito di assunzione per via orale il coluracetam viene adeguatamente assorbito dal tratto gastroenterico e raggiunge la concentrazione plasmatica di picco (Cmax) entro 30-60 minuti. Le concentrazioni del composto iniziano a declinare entro 3 ore.

## Usi clinici
Il farmaco viene utilizzato per il trattamento del disturbo depressivo maggiore e, in generale, per gli stati ansiosi.
Ad esso si ricorre spesso per un presunto potenziamento delle capacità cognitive, e sembra possa dimostrarsi vantaggioso anche nella prevenzione e nel trattamento della retinopatia ischemica.
In uno studio sperimentale il farmaco, assunto per via orale tre volte al giorno per sei settimane a dosaggi di 80 mg, abbassa significativamente la gravità della depressione così come riferita da soggetti affetti da disturbo depressivo maggiore e disturbo d'ansia generalizzato, che in precedenza non risultavano responders a una media di due antidepressivi..